# 馬崇謙
馬崇謙（1552年—？），字子益，山西平陽府解州安邑縣人，鹽籍，明朝政治人物。

## 生平
萬曆四年（1576年）丙子科山西鄉試第四十三名，萬曆五年（1577年）丁丑科會試第一百四十三名，登三甲第一百六十名進士。初任陕西洋縣知縣，十一年調西鄉縣，曾任直隸永平府知府。二十三年十二月升湖廣按察司副使，二十七年二月升山东右参政，管怀隆道，二十九年五月升本省按察使，因天寿山失火，危及皇陵，神宗严查起火原因，二十九年九月將馬崇謙革职为民。天启三年恤录诖误谪降官员，准复原职。

## 家族
曾祖馬棐，曾任州判官；祖父馬天騆，曾任縣丞；父馬紹英，曾任戶部主事。嫡母郭氏；姚氏；生母馮氏。慈侍下。弟馬崇化，萬曆十年壬午科舉人。